# Peršíkov
Peršíkov (německy Persikau) je malá vesnice, část městyse Havlíčkova Borová v okrese Havlíčkův Brod. Nachází se asi 1,5 km na severozápad od Havlíčkovy Borové. V roce 2009 zde bylo evidováno 44 adres. V roce 2001 zde žilo 35 obyvatel.
Peršíkov je také název katastrálního území o rozloze 1,62 km2.
Dům ev.č. 6 je chráněný jako kulturní památka České republiky.